# Anna Rita Sparaciari
Anna Rita Sparaciari, née le 3 mars 1959 à Ancône, est une escrimeuse italienne. Active durant les années 1970 et 1980, elle pratiquait le fleuret, seule arme féminine de compétition à l'époque.

## Carrière
Sparaciari est sélectionnée dans l'équipe italienne disputant les Jeux de 1980 à Moscou. En individuel, elle est éliminée au deuxième tour de poule avec quatre défaites pour une seule victoire et se classe dix-neuvième. Par équipes, des défaites contre l'équipe d'Union soviétique et de Hongrie condamnent l'Italie à un match de classement pour la cinquième place, rencontre gagnée contre Cuba.
L'année suivante, en 1981, Sparaciari déjoue les pronostics pour devenir la première championne d'Europe du fleuret féminin. Puis, en 1982 et 1983, elle fait partie de l'équipe italienne qui remporte deux championnats du monde d'affilée.

## Palmarès
- Championnats du monde d'escrime
  -  Médaille d'or par équipes aux championnats du monde d'escrime 1982 à Rome
  -  Médaille d'or par équipes aux championnats du monde d'escrime 1983 à Vienne

- Championnats d'Europe d'escrime
  -  Médaille d'or aux championnats d'Europe d'escrime 1981 à Foggia